# M'Rhassiyine
M'Rhassiyine (franska: M'Rhassiyine (CR), M'Rhassiyine (Commune Rurale), arabiska: المرس) är en kommun i Marocko.   Den ligger i prefekturen Meknès och regionen Fès-Meknès, i den nordöstra delen av landet, 120 km öster om huvudstaden Rabat. Antalet invånare är 7 774.